# Circondario dell'Odenwald
Il circondario dell'Odenwald (in tedesco Odenwaldkreis) è uno dei circondari dello stato tedesco dell'Assia.
Fa parte del distretto governativo di Darmstadt.

## Città e comuni
(Abitanti al 31 dicembre 2022)
| Comuni del circondario | Città 1. Bad König (9 951) 2. Breuberg (7 577) 3. Erbach (13 977) 4. Michelstadt (16 097) 5. Oberzent (10 280) | Comuni 1. Brensbach (5 013) 2. Brombachtal (3 493) 3. Fränkisch-Crumbach (3 078) 4. Höchst i. Odw. (10 319) 5. Lützelbach (6 800) 6. Mossautal (2 475) 7. Reichelsheim (Odenwald) (8 517) |